# Колисеум Альфонсо Перес
«Колисе́ум Альфо́нсо Пе́рес» (исп. Coliseum Alfonso Pérez) — футбольный стадион, расположенный в городе Хетафе, пригороде Мадрида (Испания). Вместимость стадиона составляет 16 800 зрителя. «Колисеум Альфонсо Перес» — домашняя арена футбольного клуба «Хетафе». Стадион носит имя футболиста Альфонсо Переса.
До открытия стадиона Колисеум Альфонсо Перес «Хетафе» проводил домашние матчи на стадионе де лас Маргаритас (исп. Estadio de las Margaritas), который располагался на проспекте Сьюдадес (исп. Avenida de las Ciudades) на месте нынешнего университетского общежития Фернандо де лос Риос (исп. Residencia Universitaria "Fernando de los Ríos"). В 1996 году этот стадион был демонтирован, и до открытия нового «Хетафе» принимал гостей на муниципальном спортивном стадионе Хуан де ла Сьерва (исп. Polideportivo Municipal Juan De La Cierva), находившемся поблизости.
30 августа 1998 года «Хетафе» провёл свой первый матч на новой арене, встретившись в рамках Сегунды B с клубом «Талавера». Дебют оказался неудачным: хозяева уступили с минимальным счётом (0:1). Официальное же открытие стадиона состоялось 3 дня спустя. Стадион был назван в честь футболиста Альфонсо Переса, местного уроженца. В момент открытия стадиона он был действующим игроком севильского «Бетиса». Примечательно также, что Альфонсо Перес никогда не выступал на профессиональном уровне за «Хетафе» и даже никогда не выходил в официальном матче на поле стадиона, названного в его честь. Хотя он завершил карьеру лишь в 2005 году. Первоначальная вместимость стадиона составляла 14 400 человек, позднее она была доведена до нынешних 16 800 зрителя.
Открытие стадиона ознаменовало собой начало новой эпохи в истории клуба, когда он сумел из Сегунды B подняться в Сегунду, а освоившись там спустя некоторое время добиться продвижения в Примеру. После этого «Хетафе» сумел дважды достичь финала Кубка Испании и заявить о себе в Кубке УЕФА.
5 июня 2004 года на стадионе сборная Испании разгромила (4:0) сборную Андорры в товарищеском матче. Спустя 2 года, 28 мая 2006 года, здесь сборная Эквадора уступила македонцам со счётом 1:2, также в рамках товарищеской встречи.
20 мая 2010 года Колисеум Альфонсо Перес принимал у себя финал женской Лиги чемпионов УЕФА 2009/10.